# Експоненційний факторіал
Експоненційний факторіал  для натурального числа n обчислюється за формулою:
{\displaystyle n^{(n-1)^{(n-2)\cdots }}} — вежа утворена числами від n до 1.
Також може бути визначеним через рекурентне співвідношення:
{\displaystyle a_{0}=1,\quad a_{n}=n^{a_{n-1}}.\,}
Першими числами послідовності є 1, 1, 2, 9, 262144 і т.д. послідовність A049384 з Онлайн енциклопедії послідовностей цілих чисел, OEIS.
{\displaystyle 262144=4^{3^{2^{1}}}.}
На відміну від факторіала та гіперфакторіала, що мають аналітичне продовження на дійсні та комплексні числа до гамма-функції та K-функції відповідно, експоненційний факторіал не має продовження на дійсні числа.